# John Sheridan (football)
Pour les articles homonymes, voir John Sheridan.
John Joseph Sheridan (né le 1er octobre 1964 à Stretford en Angleterre) est un footballeur irlandais devenu entraîneur.

## Biographie
Sheridan joue au poste de milieu de terrain. Il totalise 34 sélections et 5 buts en équipe d'Irlande entre 1988 et 1996. Il dispute deux coupes du monde en 1990 et 1994.
Il passe 7 saisons à Sheffield Wednesday, club avec lequel il remporte la coupe de la Ligue en 1991.
Entre juin 2006 et mars 2009, il est l'entraîneur d'Oldham Athletic qui évolue en Football League One (D3 anglaise).
Jusqu'en 2012, il est l'entraineur du club de League Two, Chesterfield FC. Après un titre de champion de League Two en 2011, il  est renvoyé en août de l'année suivante après la relégation du club en D4 et est remplacé par Paul Cook.

## Carrière

### Joueur
- 1981-fév. 1982 :  Manchester City FC
- mars 1982–1989 :  Leeds United
- 1989-nov. 1989 :  Nottingham Forest
- nov. 1989–nov. 1996 :  Sheffield Wednesday
  - fév. 1996-mars 1996 :  Birmingham City (prêt)
- nov. 1996–1998 :  Bolton Wanderers
- 1998-oct. 1998 :  Doncaster Rovers
- oct. 1998–2004 :  Oldham Athletic

### Entraîneur
- déc. 2003–mars 2004 :  Oldham Athletic
- 2006-mars 2009 :  Oldham Athletic
- 2009-2012 :  Chesterfield
- jan. 2013-2015 :  Plymouth Argyle
- oct. 2015-jan. 2016 :  Newport County AFC
- jan. 2016-2016 :  Oldham Athletic
- 2016-déc. 2016 :  Notts County FC
- jan. 2017-sep. 2017 :  Oldham Athletic
- fév. 2018-2018 :  Fleetwood Town FC
- 2018-janv. 2019 :  Carlisle United FC
- janv. 2019-janv. 2020 :  Chesterfield FC

## Palmarès

### Joueur
- Champion d'Angleterre de D2 en 1997 avec Bolton
- Vainqueur de la Coupe de la Ligue en 1991 avec Sheffield Wednesday
- Finaliste de la Coupe de la Ligue en 1993 avec Sheffield Wednesday

### Entraîneur
- Champion d'Angleterre de D4 en 2011 avec Chesterfield
- Vainqueur de l'EFL Trophy en 2012 avec Chesterfield

## Sources
- (en) Stephen McGarrigle, The Complete who's who of Irish international football : 1945-1996, Edimbourg, Mainstream Publishing, octobre 1996, 237 p. (ISBN 1-85158-894-9), p. 172-173